# گلادیس ۳۹۰۹
سیارک ۳۹۰۹ (به انگلیسی: 3909 Gladys، نامگذاری:1988JD1) سه هزار و نهصد و نهمین سیارک کشف شده‌است که در ۱۵ مه ۱۹۸۸ کشف شد.
قدر مطلق سیارک برابر ۱۲٫۱۰ است.